# Morro da Garça
Morro da Garça é um município brasileiro do estado de Minas Gerais.

## História
Morro da Garça, antigo distrito criado em 1866/1891 e subordinado ao município de Curvelo, foi elevado à categoria de município pela lei estadual nº 2764, de 30 de dezembro de 1962.

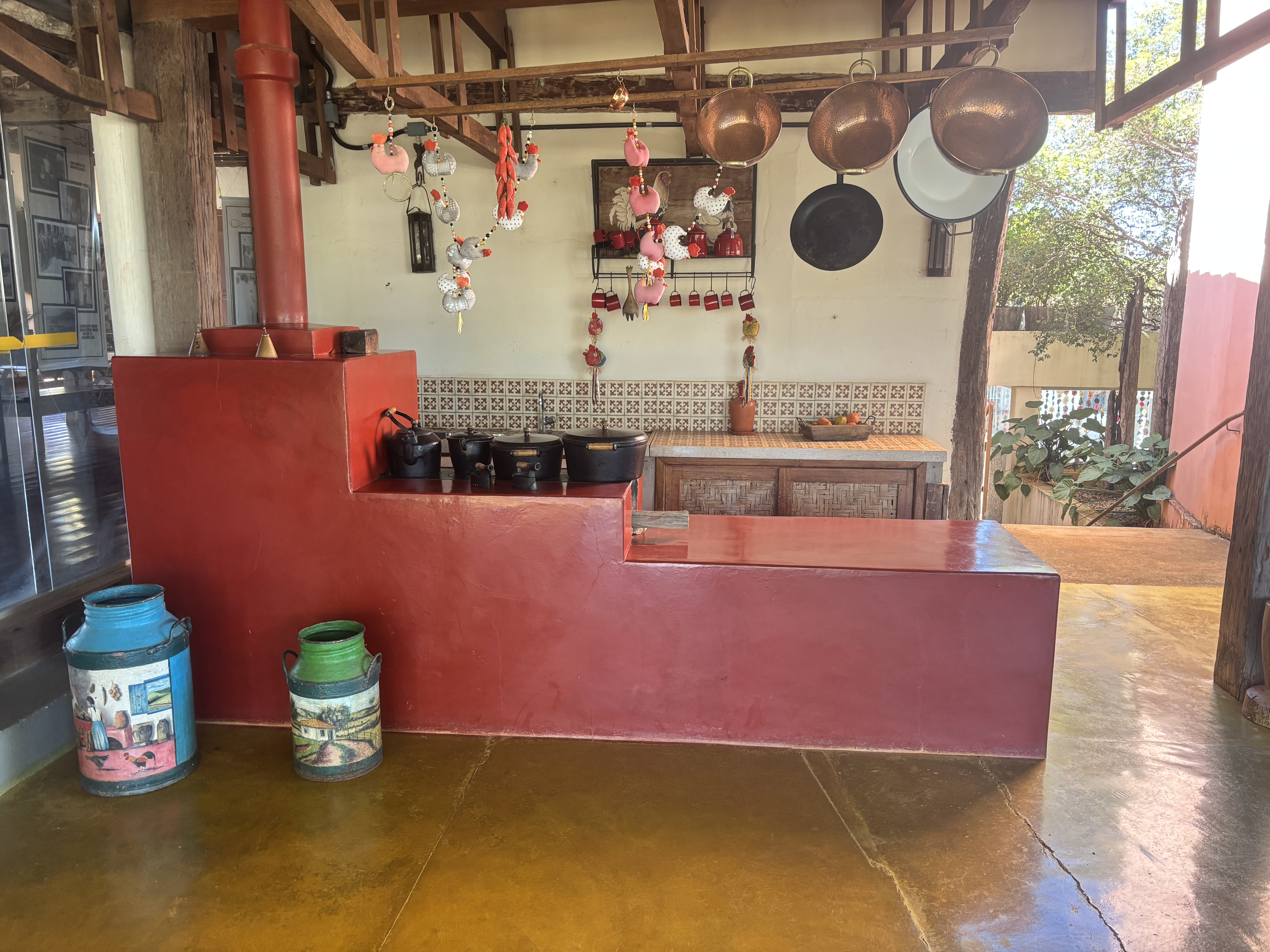
Fogão antigo localizado na casa da cultura do sertão em Morro da Garça.

## Geografia
Localiza-se na Região Central Mineira.

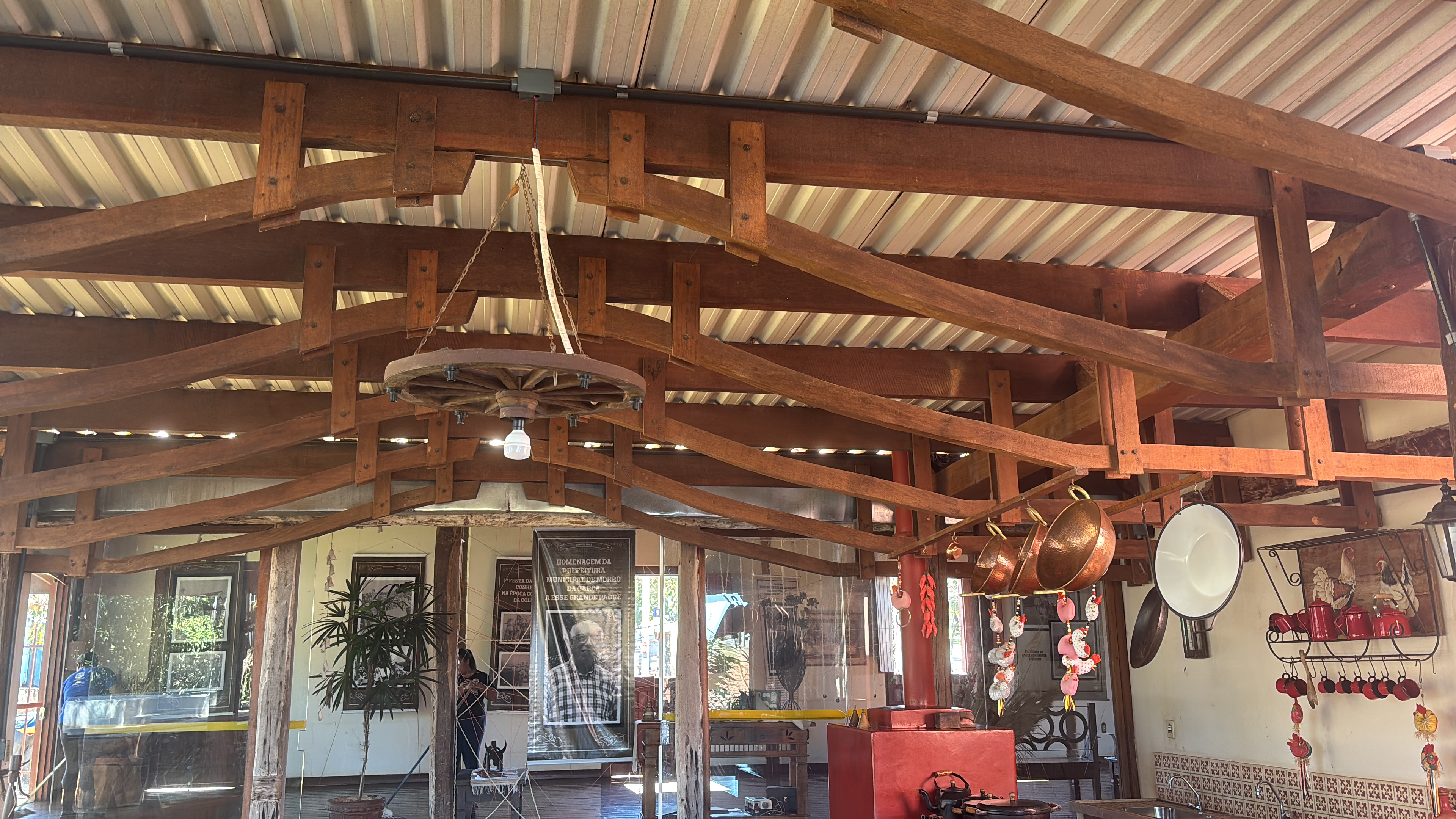
Casa da cultura do sertão em Morro da Garça.